# BAFTA Cymru
BAFTA Cymru (англ. BAFTA in Wales) — валлийское отделение Британской академии кино и телевизионных искусств.
Филиал был основан в 1991 году. Ежегодные церемонии награждения участников и создателей валлийских фильмов, телепередач и видеоигр проходят в Кардиффе, отдельно от BAFTA TV Awards и BAFTA Film Awards, хотя лауреаты могут также быть представлены и в категориях национальной премии BAFTA.